# スズノキャスター
スズノキャスターは、日本生まれの競走馬、繁殖牝馬。
重賞は通算14勝を挙げて、牝馬（サラブレッドも含めて）の重賞最多勝日本記録を保持している。また、アングロアラブの重賞最多勝日本記録も保持している。

## 経歴
1990年7月に競走馬としてデビュー。東海地方のアングロアラブ戦線で圧倒的な強さを発揮した。1991年には園田競馬場へ遠征しアングロアラブ牝馬のチャンピオン決定戦全日本アラブクイーンカップに出走したが4着に敗退。しかし翌1992年と1993年に同レースを連覇した。なお、1993年の優勝は園田競馬場史上屈指のアングロアラブ牝馬であるヒカサクィーンを破ってのものだった。
1993年と1994年には大井競馬場で行われた全日本アラブ大賞典に出走。同競馬場所属の南関東アラブ三冠馬トチノミネフジと2度にわたってアングロアラブ史に残るといわれる激闘を繰り広げた。いずれのレースでもトチノミネフジの2着に敗れたものの、当時の牡馬を含む日本のアングロアラブの中でもトップの実力馬の1頭として全国的に認知されることとなった。なお、1994年には地元の笠松競馬場で重賞のマイル争覇およびくろゆり賞でサラブレッドと戦い、勝利を収めている。とくにマイル争覇は後にNARグランプリサラブレッド5歳以上最優秀馬を2年連続で受賞した名古屋競馬場所属の名馬、マルブツセカイオーを破っての勝利であった。
1995年10月の東海クラウンを最後に競走馬を引退し、繁殖牝馬となった。交配相手にはアングロアラブの名種牡馬の他、サラブレッドのワカオライデン、エイシンサンディが選ばれたが産駒は目立つ実績を残せなかった。2005年11月に転売不明となっている。

## エピソード
主戦の安藤勝己騎手はスズノキャスターについて「フェブラリーステークスでも上位入線を果たせた可能性がある」と発言している。

## 産駒一覧
|   | 馬名                       | 誕生年 | 毛色 | 父                 | 品種             | 性 | 戦績      | 重賞勝利 | 繁殖 | 出典  |
| - | -------------------------- | ------ | ---- | ------------------ | ---------------- | -- | --------- | -------- | ---- | ----- |
| 1 | スタウトフェロー           | 1997年 | 栗毛 | ローゼンホーマ     | アングロアラブ   | 牡 | 15戦4勝   |          |      | [ 2 ] |
| 2 | トライバルリーダー         | 1998年 | 鹿毛 | トライバルセンプー | アングロアラブ   | 牡 | 19戦1勝   |          |      | [ 3 ] |
| 3 | スズノマツシマ             | 1999年 | 栗毛 | ミスタージヨージ   | アングロアラブ   | 牝 | 33戦2勝   |          |      | [ 4 ] |
| 4 | キングオブザヒルズ         | 2000年 | 栗毛 | ワカオライデン     | サラブレッド系種 | 牡 | 27戦1勝   |          |      | [ 5 ] |
| 5 | クリアーストーン           | 2001年 | 鹿毛 | エイシンサンディ   | サラブレッド系種 | 牝 | 110戦15勝 |          |      | [ 6 ] |
| 6 | アイスクリスタル           | 2003年 | 鹿毛 | ワカオライデン     | サラブレッド系種 | 牝 | 10戦0勝   |          |      | [ 7 ] |
| 7 | （スズノキャスターの2004） | 2004年 | 栗毛 | ホーエイヒロボーイ | アングロアラブ   | 牝 |           |          |      | [ 8 ] |
| 8 | （スズノキャスターの2005） | 2005年 | 芦毛 | ニホンカイユーノス | アングロアラブ   | 牝 |           |          |      | [ 9 ] |

## 血統表
| スズノキャスターの血統（アラブ血量29.82% サラ テディ系 / 弟詠5×5=6.25%、ライジングフレーム4×4=12.50% (父内) 、バラツケー5×5・5=9.38%） | スズノキャスターの血統（アラブ血量29.82% サラ テディ系 / 弟詠5×5=6.25%、ライジングフレーム4×4=12.50% (父内) 、バラツケー5×5・5=9.38%） | スズノキャスターの血統（アラブ血量29.82% サラ テディ系 / 弟詠5×5=6.25%、ライジングフレーム4×4=12.50% (父内) 、バラツケー5×5・5=9.38%） | （血統表の出典）         | （血統表の出典）         |
| 父 アア ゼンニホン 1980 鹿毛 | 父の父アア ホクトライデン 1972 鹿毛 | アア *エルシド El Cid III | アア Nithard             | アア Nithard             |
| 父 アア ゼンニホン 1980 鹿毛 | 父の父アア ホクトライデン 1972 鹿毛 | アア *エルシド El Cid III | アア Farida IV           |                          |
| 父 アア ゼンニホン 1980 鹿毛 | 父の父アア ホクトライデン 1972 鹿毛 | アア ミヤツバメ | サラ *ライジングフレーム | サラ *ライジングフレーム |
| 父 アア ゼンニホン 1980 鹿毛 | 父の父アア ホクトライデン 1972 鹿毛 | アア ミヤツバメ | アア 梅汐                |                          |
| 父 アア ゼンニホン 1980 鹿毛 | 父の母アア ヤマサンムラサキ 1963 栗毛                                                                                                  | アア シユンエイ | サラ *ライジングフレーム | サラ *ライジングフレーム |
| 父 アア ゼンニホン 1980 鹿毛 | 父の母アア ヤマサンムラサキ 1963 栗毛                                                                                                  | アア シユンエイ | アア 弟猛                |                          |
| 父 アア ゼンニホン 1980 鹿毛 | 父の母アア ヤマサンムラサキ 1963 栗毛                                                                                                  | アア ミネハタ | サラ クモハタ            | サラ クモハタ            |
| 父 アア ゼンニホン 1980 鹿毛 | 父の母アア ヤマサンムラサキ 1963 栗毛                                                                                                  | アア ミネハタ | アア 明美                |                          |
| 母 アア アサヒリイダー 1981 栗毛 | 母の父アア ビツグスリー 1965 栗毛 | アア イチヤマヒカリ | サラ タカクラヤマ        | サラ タカクラヤマ        |
| 母 アア アサヒリイダー 1981 栗毛 | 母の父アア ビツグスリー 1965 栗毛 | アア イチヤマヒカリ | アア バラヒカリ          |                          |
| 母 アア アサヒリイダー 1981 栗毛 | 母の父アア ビツグスリー 1965 栗毛 | アア エアダービー | サラ ハルステーツ        | サラ ハルステーツ        |
| 母 アア アサヒリイダー 1981 栗毛 | 母の父アア ビツグスリー 1965 栗毛 | アア エアダービー | アア 方栄                |                          |
| 母 アア アサヒリイダー 1981 栗毛 | 母の母アア ホマレダナー 1975 栗毛 | アア タガミホマレ | アア ミネフジ            | アア ミネフジ            |
| 母 アア アサヒリイダー 1981 栗毛 | 母の母アア ホマレダナー 1975 栗毛 | アア タガミホマレ | アア バイオレツト        |                          |
| 母 アア アサヒリイダー 1981 栗毛 | 母の母アア ホマレダナー 1975 栗毛 | アア トシロール | アア トシヒロ            | アア トシヒロ            |
| 母 アア アサヒリイダー 1981 栗毛 | 母の母アア ホマレダナー 1975 栗毛 | アア トシロール | サラ タツロール F-No.5-g |                          |